# Estación General Capdevila
General Capdevila es una estación de ferrocarril ubicada en la localidad homónima, Departamento Doce de Octubre, provincia del Chaco, Argentina.

## Servicios
No presta servicios de pasajeros ni de cargas. Las vías de este sector del ramal Ramal C3 del Ferrocarril General Belgrano están bajo supervisión de Trenes Argentinos Infraestructura.